# السيالغة الشماليين (أولاد عيسى)
السيالغة الشماليين هي إحدى مشيخات المملكة المغربية، تتبع جغرافيا لإقليم خريبكة وإداريًا لأولاد عيسى. يقدر عدد سكانها بـ 2,034 نسمة حسب الإحصاء الرسمي للسكان والسكنى لسنة 2004.